# Girl Crazy (film, 1932)
Pour plus de détails, voir Fiche technique et Distribution.
Girl Crazy est un film américain réalisé par William A. Seiter, sorti en 1932.

## Synopsis
Danny Churchill, un playboy new-yorkais, est envoyé dans une petite ville de l'Arizona, où être shérif est très dangereux. Il décide d'y ouvrir un ranch pour hommes et demande à son ami Slick, un joueur professionnel et à sa femme Kitty, de l'aider dans sa tâche. Slick décide de s'y rendre en taxi, conduit par le timide Jimmy, tandis que sa sœur cadette, Tessie, s'y rend également. Là-bas, Danny tombe amoureux de Molly mais des problèmes surviennent pour lui lorsqu'une brute locale décide qu'elle n'aime pas le ranch et annonce sa candidature pour devenir shérif. Danny et Slick ont l'idée que Jimmy serait le candidat idéal, notamment en raison du fait que la brute a annoncé qu'il tuerait quiconque deviendrait shérif à sa place. Avec un peu d'aide, Jimmy est élu mais Molly laisse Danny avec un escroc new-yorkais pour le Mexique. Alors que le film se termine, l'ensemble des personnages suivent Danny pour tenter de le faire rester alors que la brute prépare un mauvais coup.

## Fiche technique
- Titre : Girl Crazy
- Réalisation : William A. Seiter
- Scénario : Tim Whelan et Herman J. Mankiewicz d'après le livre de Jack McGowan et Guy Bolton
- Dialogues : Eddie Welch et Walter DeLeon
- Photographie : J. Roy Hunt
- Musique : Max Steiner, George Gershwin
- Montage : Arthur Roberts
- Société de production : RKO Pictures
- Pays d'origine : États-Unis
- Format : Noir et blanc - 1,37:1 - Mono
- Genre : comédie musicale
- Date de sortie : 1932

## Distribution
- Bert Wheeler : Jimmy Deegan
- Robert Woolsey : Slick Foster
- Dorothy Lee : Patsy
- Eddie Quillan : Danny Churchill
- Mitzi Green : Tessie Deegan
- Brooks Benedict : George Mason
- Kitty Kelly : Kate Foster
- Arline Judge : Molly Gray
- Stanley Fields : Lank Sanders
- Chris-Pin Martin : Pete
- Parmi les acteurs non crédités :
- Rochelle Hudson : San Luz Señorita
- Artie Ortego : Cowboy
- Frank Ellis : Cowboy
- Nat Pendleton : Motard
- Max Steiner : Chef d'orchestre
- Julia Swayne Gordon
- Lita Chevret